# Stanisław Przybyszewski
Stanisław Przybyszewski (7 de maig de 1868 – 23 de novembre de 1927) va ser un novel·lista, dramaturg i poeta polonès de l'escola naturalista decadent. El seu drama s'associa amb el moviment simbolista. Va escriure tant en polonès com en alemany.

## Vida
Stanisław Feliks Przybyszewski va néixer a Łojewo, prop de Kruszwica, durant les particions de Polònia. Fill d'un professor local, Józef Przybyszewski, Stanisław va assistir a un gimnàs alemany a Toruń, i es va graduar el 1889. Va marxar a Berlín, on primer va estudiar arquitectura i després medicina. Va ser allà on va quedar fascinat per la filosofia de Nietzsche, va començar a referir-se a si mateix com a satanista i es va submergir en la vida bohèmia de la ciutat.
A Berlín, va viure amb Martha Foerder, però no es va casar. Havien tingut tres fills junts: dos abans que ell la deixés per casar-se amb Dagny Juel el 18 d'agost de 1893 i un durant el seu matrimoni amb Dagny. De 1893 a 1898, va viure amb Juel (anteriorment model per a Edvard Munch), de vegades a Berlín i d'altres a la ciutat natal de Juel, Kongsvinger, a Noruega. Van freqüentar amb altres artistes com Zum schwarzen Ferkel a Berlín.
El 1896, va ser arrestat a Berlín sota sospita de l'assassinat de la seva concubina Martha, però va ser alliberat després de determinar-se que havia mort per intoxicació per monòxid de carboni. Després de la mort de Martha, els nens van ser enviats a diferents llars d'acollida. A la tardor de 1898, ell i Juel es van traslladar a Cracòvia, on es va establir com a líder d'un grup de joves artistes revolucionaris i com a editor del seu diari de gran format Życie (Vida). Va seguir sent un fervent apòstol de l'industrialisme i l'autoexpressió.
Va viatjar a Lviv i va visitar el poeta i dramaturg polonès Jan Kasprowicz. Przybyszewski va començar una aventura amb la segona esposa de Kasprowicz, Jadwiga Gąsowska. Kasprowicz es va casar amb Jadwiga el 1893; el seu primer matrimoni amb Teodozja Szymańska el 1886 va acabar en divorci al cap d'uns mesos.

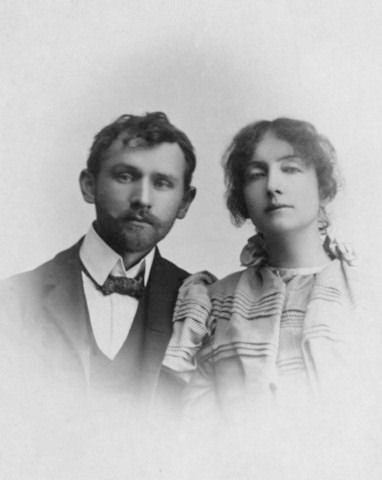
Dagny i Stanisław Przybyszewski el 1897/1898.

El 1899, Przybyszewski va abandonar Juel i es va establir en una casa amb Jadwiga a Varsòvia. Per aquesta època, també va tenir una relació amb Aniela Pająkówna, una de les dues filles de la qual era de Przybyszewski. Dagny va tornar a París i va ser assassinada per un jove amic seu, Władysław Emeryk, a Tbilisi el 1901.
El 1905, Przybyszewski i Jadwiga es van traslladar a Toruń, on ell va intentar rehabilitar-se del seu alcoholisme. Mentre era allà, es va finalitzar el divorci de Jadwiga i es van casar l'11 d'abril de 1905. La lluita de Przybyszewski contra l'alcoholisme va continuar fins a la seva mort.
El 1906, la parella es va traslladar a Munic, gràcies als diners obtinguts amb la venda del manuscrit de l'obra Śluby (Els vots). Durant la guerra, van viure un curt període a Bohèmia (Països Txecs) i es van traslladar a la recentment restablerta Polònia el 1919.
A Poznań, va sol·licitar el càrrec de director d'un teatre literari, però el seu treball amb fullets polítics alemanys durant la guerra li va impedir el nomenament. Va aconseguir una feina treballant com a traductor d'alemany per a l'oficina de correus. El 1920, va trobar feina a la Ciutat Lliure de Danzig (Gdańsk) amb els ferrocarrils. Va viure a Gdańsk fins al 1924 i hi va dirigir una llibreria polonesa. Després, va intentar establir-se a Toruń, Zakopane i Bydgoszcz, però sense èxit. Finalment, va trobar feina a Varsòvia, a les oficines del president. Va viure en habitacions de l'antic Castell Reial. El 1927, va tornar a la regió de Kujawy i va morir a Jaronty el novembre d'aquell any, als 59 anys.
Va escriure diverses novel·les d'èxit, de les quals Homo Sapiens és la més popular.
Przybyszewski és considerat el precursor del satanisme intel·lectual contemporani del segle XX. August Strindberg el va anomenar "un polonès brillant" ("der geniale Pole") i va dir que "va influir en la literatura alemanya de l'última dècada del segle XIX com pocs altres".

## Obres
- Zur Psychologie des Individuums (1892)
- De Profundis (1895)
- Vigilien (1895)
- Homo Sapiens (1896)
- Die Synagoge des Satan (1897); Synagoga szatana (1899 Polish edition); La sinagoga de Satanàs
- Satans Kinder (1897); Fills de Satanàs
- Das große Glück (1897)
- Epipsychidion (1900)
- Androgyne (1900)
- Totentanz der Liebe (1902)
- Synowie ziemi (1905)
- Gelübde (1906)
- Polen und der heilige Krieg (1915)
- Z polskiej duszy. Próba (pisma o zrozumieniu narodu) (1917)
- Krzyk (1918)
- Moi współcześni (1928)

### Drama
- The Eternal Fairy-Tale
- The Golden Fleece
- The Snow (Śnieg, 1903)
- For Happiness (Dla szczęścia)